# Russkaja simfonija
Russkaja simfonija (Русская симфония) è un film del 1994 diretto da Konstantin Sergeevič Lopušanskij.

## Trama
Il film è una parabola sul tema del Giudizio Universale che arriva nella Russia moderna.